# کارلو ولپی
کارلو ولپی (انگلیسی: Carlo Volpi؛ زادهٔ ۸ فوریهٔ ۱۹۴۱) بازیکن فوتبال اهل ایتالیا است.
از باشگاه‌هایی که در آن بازی کرده‌است می‌توان به باشگاه فوتبال پروجا، باشگاه فوتبال پارما، باشگاه فوتبال یوونتوس، باشگاه فوتبال برشا، باشگاه فوتبال مونتسا، باشگاه فوتبال سمپدوریا، باشگاه فوتبال رجانا، و باشگاه فوتبال پالرمو اشاره کرد.